# 石期市镇
石期市镇，是中华人民共和国湖南省永州市东安县下辖的一个乡镇级行政单位。

## 行政区划
石期市镇下辖以下地区：
解放路社区、胜利路社区、民主路社区、大荣底村、元古村、新合村、屈家村、杉树蔸村、上车村、西冲村、鲁草塘村、石期市村、竹溪村、杨塘村、隆兴村、乌江村、建河村、双车村、九井村、水车村、石角村、大启村、台凡村、马头村、石马村、谭霞塘村、洪井村、晓埠塘村、鲁塘村、杨马村、烟竹村、白竹村、毛家村和沙洲村。